# Cyanopica
Cyanopica é o título do boletim da Sociedade Portuguesa de Ornitologia, com sede na Faculdade de Ciências da Universidade do Porto. A revista foi editada desde 1968 ( vol.I fasc.1º ) até 1989 ( vol.IV fasc.3º ), sob a responsabilidade do professor doutor Joaquim Rodrigues dos Santos Júnior, fundador e presidente daquela Sociedade.
Cyanopica é também um género de corvídeos.